# Tornado Low Level
Tornado Low Level (сокращённо T.L.L.) — мультинаправленный шутер о полётах на истребителях, разработанная Костой Панайи и выпущенная учреждённой им же компанией Vortex Software в 1984 году. Первоначально игра была выпущена для ZX Spectrum, после чего портирована на Amstrad CPC и Commodore 64 в 1985 году.
Игрок управляет истребителем Panavia Tornado и должен уничтожить различные цели на карте. Tornado Low Level получила положительные отзывы как от современников, так и в ретроспективных обзорах. Игра снискала коммерческий успех: версия для Spectrum дебютировала на третьем месте в чарте Personal Computer Games. Успех игры привёл к появлению франшизы Cyclone, использовавшей похожий графический стиль и игровой процесс.

## Игровой процесс
Истребитель игрока пролетает низко над землёй на большой скорости. Игрок должен уничтожить различные цели на карте, при этом избегая столкновения с пилонами, мостами и другими сооружениями. Каждая цель отображается в виде небольшого круга.
Перед началом уровне игроку отображается карта местности с пятью отмеченными целями. У каждого уровня есть ограничение по времени, а у истребителя — ограниченный запас топлива и бомб. Когда топливо или время начинают заканчиваться, звучит предупредительный звуковой сигнал, а когда их запас подходит к концу, игра заканчивается. Запас топлива можно пополнить, сев на аэродром. Истребитель имеет два скоростных режима; высокая скорость позволяет быстрее добраться до цели, затратив гораздо больше топлива. После пяти уничтоженных целей появляются новые цели на более сложных позициях — например, в воде.
Игрок может регулировать высоту полёта, что позволяет пролетать под мостами и линиями электропередач. Когда самолёт пролетает над зданием, его тень «взбирается» по стене, что создаёт иллюзию трёхмерного пространства.

## Отзывы
| Иноязычные издания | Иноязычные издания |
| Издание            | Оценка             |
| ------------------ | ------------------ |
| CVG                | 9/10               |
| Sinclair User      | 8/10               |
| Computer Gamer     | 13/20              |

Игра получила в основном положительные отзывы критиков.